# 三氧化二镍
三氧化二镍是镍的氧化物之一，化学式为Ni2O3。

## 性质
灰黑色无气味有光泽的块状物，易碎成细粉末。不溶于水，溶于氨水。溶于热盐酸并放出氯气。溶于硫酸和硝酸并放出氧气。600°C分解为一氧化镍和氧气。

## 制备
硫酸镍溶液与碳酸钠溶液进行复分解生成碳酸镍，经过滤、浓缩、冷却结晶、离心分离、干燥得到干燥的碳酸镍固体，再经煅烧、球磨粉碎，制得三氧化二镍。
{\displaystyle {\rm {\ NiSO_{4}+Na_{2}CO_{3}\rightarrow NiCO_{3}+Na_{2}SO_{4}}}}
{\displaystyle {\rm {\ 2NiCO_{3}\ {\xrightarrow {\triangle }}\ Ni_{2}O_{3}+CO\uparrow +CO_{2}\uparrow }}}

## 用途
用作玻璃、陶瓷和搪瓷的着色材料，也用于制造镍粉和磁性体的研究。